# Viña del Mar WTA
Il torneo Viña del Mar WTA, noto come Cachantún Cup per motivi di sponsorizzazione, è stato un torneo di tennis femminile disputato nel Centro de Tenis Las Salinas del Club Naval de Campo Las Salinas di Viña del Mar in Cile. Faceva parte della categoria Tier III della Women's Tennis Association. Si è giocata solo l'edizione del 2008.

## Albo d'oro

### Singolare
| Anno | Campione        | Finalista        | Punteggio     |
| ---- | --------------- | ---------------- | ------------- |
| 2008 | Flavia Pennetta | Klára Zakopalová | 6–4, 5–4 rit. |

### Doppio
| Anno | Campione                        | Finalista                      | Punteggio |
| ---- | ------------------------------- | ------------------------------ | --------- |
| 2008 | Lïga Dekmeijere Alicja Rosolska | Marija Korytceva Julia Schruff | 7–5, 6–3  |